# Wesmaelius transsylvanicus
Wesmaelius transsylvanicus là một loài côn trùng trong họ Hemerobiidae thuộc bộ Neuroptera. Loài này được Kis miêu tả năm 1968.